# Courtenay Becker-Dey
Courtenay Compton Becker-Dey (* 27. April 1965 in Greenwich) ist eine ehemalige US-amerikanische Seglerin.

## Erfolge
Courtenay Becker-Dey, die in der Bootsklasse Europe startete, nahm an den Olympischen Spielen 1996 in Atlanta und 2000 in Sydney teil. Mit 39 Punkten beendete sie 1996 die Regatta hinter Kristine Roug und Margriet Matthijsse auf dem dritten Rang und gewann damit die Bronzemedaille. Vier Jahre darauf kam sie mit 104 Punkten nicht über den 16. Platz hinaus. Bei Weltmeisterschaften gelang ihr 1989 in Oxelösund der Gewinn der Silbermedaille.